# ماسانوبو كوماكي
ماسانوبو كوماكي (باليابانية: 小牧 成亘) (مواليد 28 أبريل 1992)، هو لاعب كرة قدم كان يلعب كلاعب وسط.

## وصلات خارجية
- ماسانوبو كوماكي على موقع رابطة كرة القدم اليابانية للمحترفين (اليابانية)
- ماسانوبو كوماكي على موقع قاعدة بيانات كرة القدم.إي يو (الإنجليزية)
- ماسانوبو كوماكي على موقع Soccerway.com (الإنجليزية)
- ماسانوبو كوماكي على موقع عالم كرة القدم.نت (الإنجليزية)